# Dolmen du Cruguellic

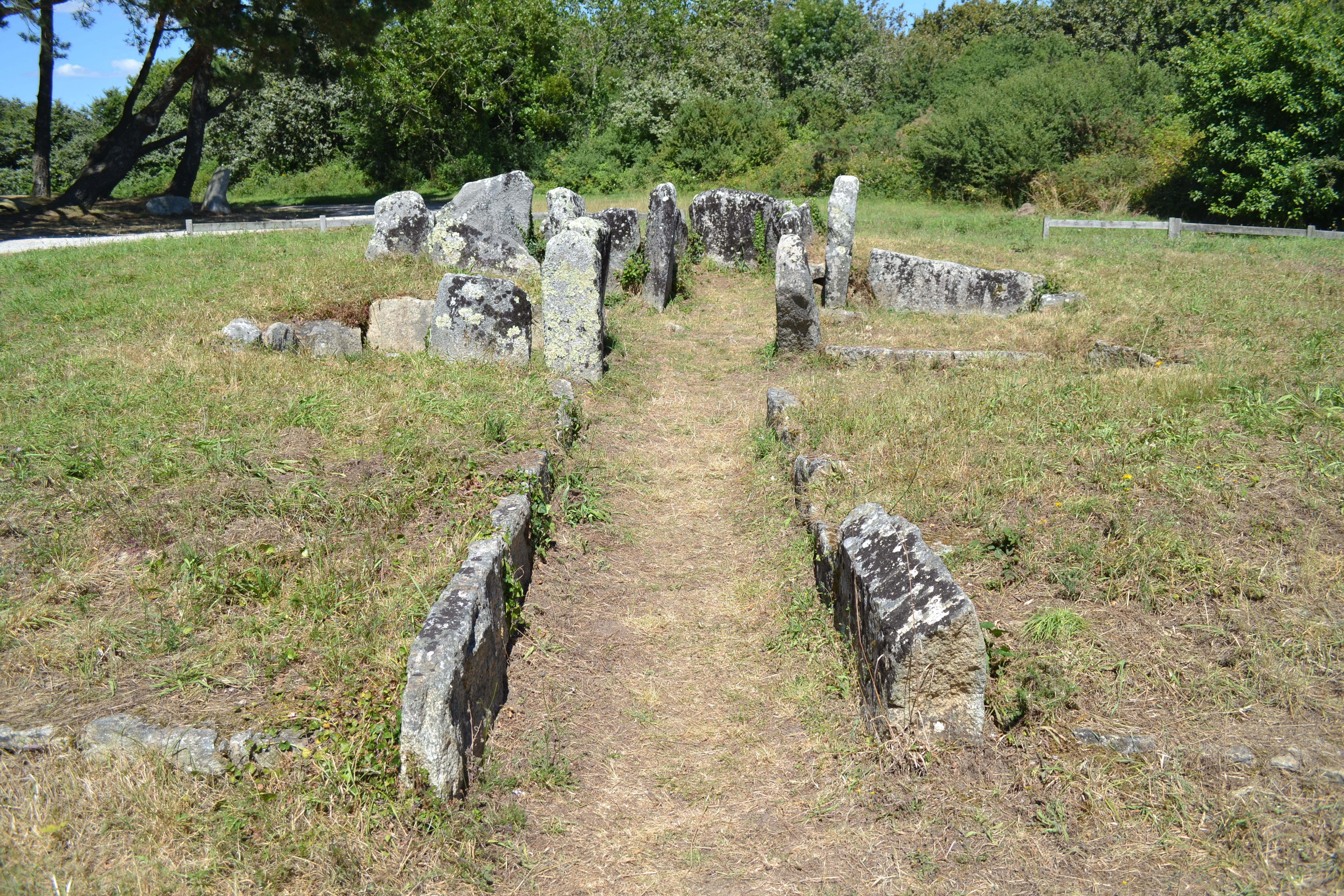
Dolmen du Cruguellic

Der Dolmen du Cruguellic (auch Moulin du Motte, Tumulus du Moulin du Motte und Tumulus de la Motte genannt) liegt westlich von Ploemeur und östlich vom Vorort Fort-Bloqué, bei Lorient im Département Morbihan in der Bretagne in Frankreich.
Der Dolmen du Cruguellic ist ein Dolmen mit Seitenkammern, wie er z. B. um Pornic im Département Loire-Atlantique (Dolmen de la Joselière, Dolmen du Pré d’Air, Tumulus von Mousseaux, Tumulus du Moulin de la Motte) gehäuft vorkommt. „Dolmen“ ist in Frankreich der Oberbegriff für Megalithanlagen aller Art (siehe: Französische Nomenklatur).
Diese Megalithkonstruktion ist durch eine Innenarchitektur gekennzeichnet, bei der Seitenkammern symmetrisch an einem Gang liegen, der zur Kopfkammer führt. Die Anzahl der Seitenkammern variiert zumeist zwischen 1 und 4. In diesem Fall sind es fünf.
Der etwa 10,5 m lange und 7,0 m breite Dolmen wurde zunächst durch einen viereckigen Cairn von etwa 20,0 m Seitenlänge, gefasst von Trockenmauerwerk, bedeckt. Zwei Orthostaten verfügen über ein Dekor.
Die Ornamentik des Dolmens kann als Zwischenstufe zwischen der Kunst der Allées couvertes und der „Dolmen à coudé“ (abgewinkelte Dolmen) angesehen werden.
Nördlich liegen die stark gestörten Dolmen von Saint-Adrien und Locmiquel-Méné. Südlich liegt der Dolmen von Tuchenn Pol.